# La Dépêche du Midi
La Dépêche, în mod oficial La Dépêche du Midi, este un cotidian regional publicat în Toulouse în sud-vestul Franței cu 17 ediții pentru diferite zone din regiunea Midi-Pyrénées. Principalele ediții locale sunt pentru: Toulouse, Ariège, Aude, Aveyron, Haute-Garonne, Gers, Lot, Lot-et-Garonne, Hautes-Pyrénées, Tarn și Tarn-et-Garonne.

## Istorie și profil
Ziarul a apărut pentru prima dată la 2 octombrie 1870, când se numea La Dépêche de Toulouse. Publicația a fost realizată de lucrătorii de la tipografia Sirven din Toulouse, care au stabilit politica de stânga a ziarului. În ziarul La Dépêche, si-a scris primele articole politicianul socialist Jean Jaurès. Ziarul a publicat și articolele lui Georges Clemenceau. În perioada afacerii Dreyfus, ziarul a insistat mai întâi că Alfred Dreyfus le-a predat germanilor secrete de armată, dar apoi s-a plasat în sprijinul său.
Ziarul a ajuns sub controlul german după ocupația din 1940. La fel ca alte ziare care au colaborat cu germanii în timpul războiului, La Dépêche de Toulouse a fost închis de guvernul de după război, în 1944. A reapărut sub denumirea actuală în 1947. La fel ca predecesorul său La Dépêche du Midi are o poziție de stânga.
Ziarul face parte din Groupe La Dépêche du Midi. Tirajul combinat pentru cele 17 cotidiene regionale din cadrul La Dépêche du Midi a fost de 200.000 de exemplare în 2006.